# Hippopodiidae
Famille
Les Hippopodiidae sont une famille de siphonophores (hydrozoaires coloniaux pélagiques).

## Liste des genres
Selon World Register of Marine Species (13 avril 2016) :
- genre Hippopodius Quoy & Gaimard, 1827
- genre Vogtia Kölliker, 1853